# Wolfgang Ruehl
Wolfgang Ruehl (* 1958 in Wuppertal), lebt und arbeitet in Köln.
Ruehl arbeitet als freischaffender Drehbuchautor und Regisseur. 2005 erschien sein erster Roman, PARANOID, mit dem Untertitel Faction-Thriller.
Charakteristisch für Ruehls Romane ist der Handlungsaufbau von zwei oder mehreren absolut unverbundenen Polen aus, von denen einer stets in einem politisch, gesellschaftlich oder militärisch brisanten Hintergrund verwurzelt ist. Die Überschneidung der Handlungsebenen ist zwangsläufig, aber stets überraschend.

## Werke
- Paranoid. Faction-Thriller. (2005)
- Hotel. Faction-Thriller. (2006)
- Der Ikarus Komplex. Thriller (2014)